# Émouchet (oiseau)
Pour les articles homonymes, voir Émouchet.
Taxons concernés
Deux espèces du genre Accipiter:
- Accipiter gentilis
- Accipiter nisusmodifier

Le terme émouchet est un nom vernaculaire ambigu qui ne correspond pas à un taxon biologique exact.
Le nom d'émouchet est donné à deux petits rapaces du genre Accipiter, appelés aussi selon les cas « Autour » ou « Épervier ».

## Liste des espèces nommées « émouchet »
- Émouchet - Accipiter nisus
- Émouchet gris - Accipiter nisus
- Émouchet des pigeons - Accipiter gentilis

## Terminologie
Prononciation : é-mou-chè (comme dans succès) ; le t ne se lie pas mais la liaison se fait au pluriel avec le s (les é-mou-chè-z et les...).
Étymologie: l'émouchet est nommé ainsi en raison des mouchetures du plumage de l'oiseau